# Leptopenus solidus
Leptopenus solidus is een rifkoralensoort uit de familie van de Micrabaciidae. De wetenschappelijke naam van de soort is voor het eerst geldig gepubliceerd in 1977 door Keller.